# Treco
Nella mitologia greca,  Treco, , in greco Τρήχον, era un provetto guerriero, proveniente dall'Etolia, che si distinse durante la guerra di Troia.

## Il mito
Quando Paride figlio di Priamo re di Troia prese con sé Elena moglie di Menelao, scoppiò una guerra fra la Grecia e i troiani. Fra i tanti eroi che risposero all'appello del fratello di Agamennone ci fu Treco, abilissimo guerriero esperto con la lancia.
Durante una delle tante battaglie trovò Ettore sulla sua strada, il greco non arretrò e combatté contro un uomo aiutato da Ares, il dio della guerra, che gli faceva compagnia.

### Fonti
- Omero, Iliade libro V versi 703-710